# Lilla Harrie socken
Lilla Harrie socken i Skåne ingick i Harjagers härad och området ingår sedan 1971 i Kävlinge kommun och motsvarar från 2016 Lilla Harrie distrikt.
Socknens areal är 7,91 kvadratkilometer varav 7,80 land.  År 2000 fanns här 349 invånare.  Tätorten Lilla Harrie med sockenkyrkan Lilla Harrie kyrka ligger i socknen. 

## Administrativ historik
Socknen har medeltida ursprung. 
Vid kommunreformen 1862 övergick socknens ansvar för de kyrkliga frågorna till Lilla Harrie församling och för de borgerliga frågorna bildades Lilla Harrie landskommun. Landskommunen uppgick 1952 i Harrie landskommun som upplöstes 1969 då denna del uppgick i Kävlinge köping som ombildades 1971 till Kävlinge kommun. Församlingen uppgick 2006 i Kävlinge församling.
1 januari 2016 inrättades distriktet Lilla Harrie, med samma omfattning som församlingen hade 1999/2000.  
Socknen har tillhört län, fögderier, tingslag och domsagor enligt vad som beskrivs i artikeln Harjagers härad. De indelta soldaterna tillhörde Norra skånska infanteriregementet, Frosta och Onsjö kompanier och Skånska husarregementet, Landskrona skvadron, Landskrona kompani.

## Geografi
Lilla Harrie socken ligger sydväst om Eslöv med Kävlingeån i söder. Socknen är en odlad slättbygd på Lundaslätten.
Socknen genomkorsas i söder av länsväg 104.
Gårdar är räknat från söder mot norr: Hålegården, Hagalund, Ansgård, Soldala, Lillegården, Norrbygård, Fredriksro, Kristinedal, Nygård samt, längst i norr, Karlsro.
Kävlingeån avgränsar i söder socknen mot Håstads och Västra Hoby socknar i Lunds kommun. I öster ligger Örtofta socken och i nordost Remmarlövs socken i Eslövs kommun. I nordväst gränsar Lilla Harrie socken till Virke socken och i väster mot Stora Harrie socken.

## Fornlämningar
Boplatser från stenåldern är funna, dessutom har ett stenblock med skålgropar påträffats i en nu förstörd domarring.

## Namnet
Namnet skrevs 1343 Hartokar litlä och kommer från kyrkbyn och tidigare en gård. Namnet innehåller harth, 'hård' syftande på svårbearbetad mark och aker..